# 19 Dutch
19 Dutch es un edificio residencial coronado arquitectónicamente en el Distrito Financiero de Manhattan, en Nueva York. El edificio fue desarrollado por Carmel Partners y fue diseñado por el GK+V, con SLCE Arquitectos como el arquitecto de registro. GK+V también diseñó el cercano 5 Beekman. El edificio contendrá 482 unidades, y superficie comercial en los primeros pisos.